# Izrael na Hopmanově poháru
Izrael soutěžil v Hopmanově poháru pouze v roce 1993, kde hrál pouze v prvním kole s Francie.

## Tenisté
Tabulka uvádí seznam izraelských tenistů, kteří reprezentovali stát na Hopmanově poháru.
| Jméno           | Celkem V/P | Dvouhra V/P | Čtyřhra V/P | Poprvé | Počet startů |
| Amos Mansdorf   | 0–2        | 0–1         | 0–1         | 1993   | 1            |
| Anna Smašnovová | 0–2        | 0–1         | 0–1         | 1993   | 1            |

- V/P – výhry/prohry

## Results
| Rok  | Fáze soutěže | Místo konání         | Soupeř  | Výsledek | Stav   |
| ---- | ------------ | -------------------- | ------- | -------- | ------ |
| 1993 | První kolo   | Burswood Dome, Perth | Francie | 0–3      | Prohra |